# Hephaestion flavicornis
Hephaestion flavicornis là một loài bọ cánh cứng trong họ Cerambycidae.